# Ponte de Kelvin
Ponte de Kelvin (também chamada de ponte dupla de Kelvin e em alguns países de ponte de Thomson) é um instrumento de medida usado para determinar resistências elétricas muito reduzidas, abaixo de 1 ohm. É especificamente projetada para medir resistências que são construídas como quatro resistências terminais.

Diagrama de circuito da ponte de Kelvin.